# Macropeza
Macropeza is een geslacht van stekende muggen uit de familie van de knutten (Ceratopogonidae).

## Soorten
- M. albitarsis Meigen, 1818
- M. blantoni Wirth and Ratanaworabhan, 1972
- M. navasi (Seguy, 1934)